# Oncofertilidad

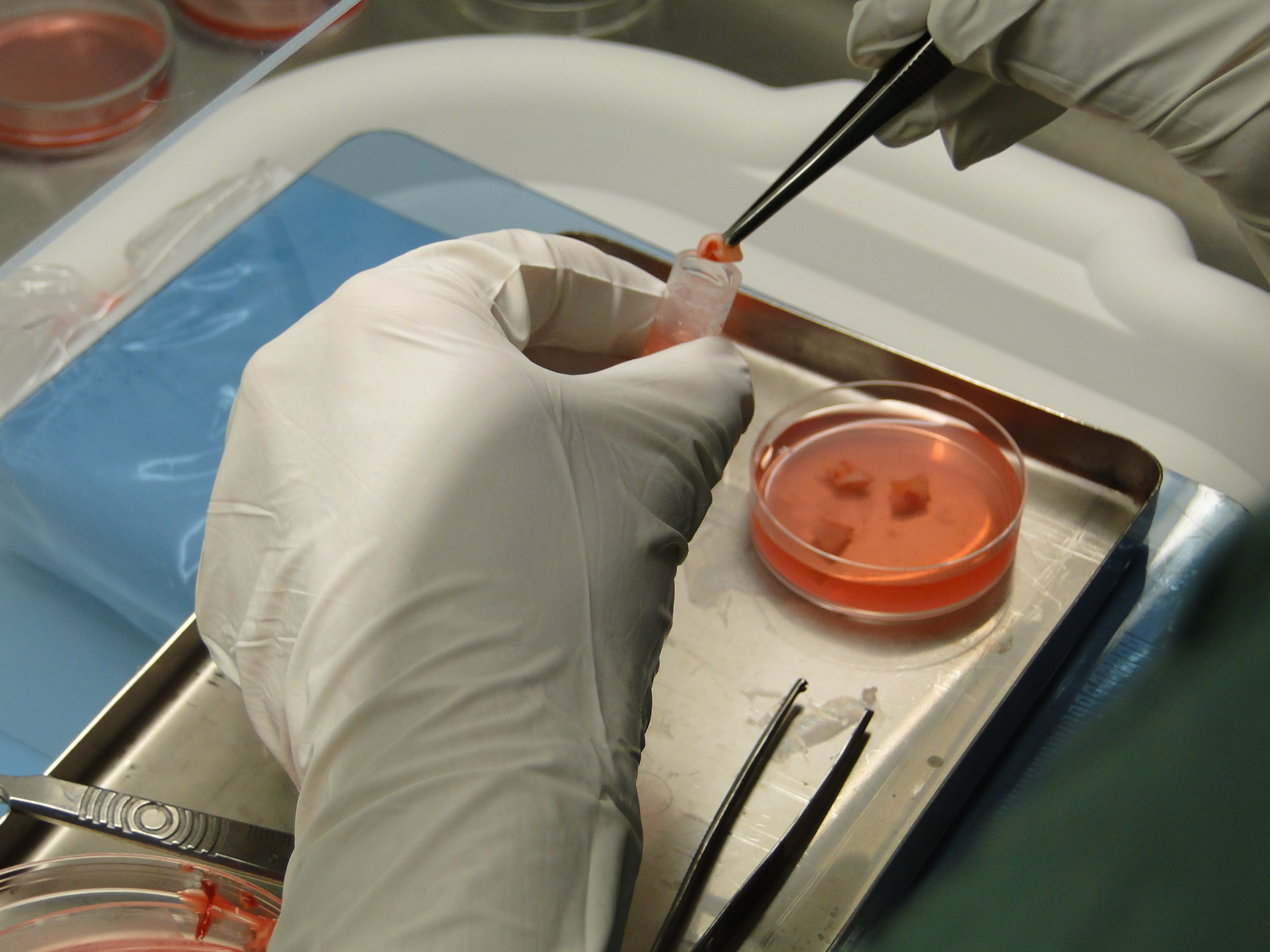
Colocar tiras de tejido ovárico en la solución conservante

La oncofertilidad es un subcampo que une la oncología y la investigación reproductiva para explorar y ampliar las opciones para el futuro reproductivo de los sobrevivientes de cáncer. El nombre fue acuñado en 2006 por Teresa K. Woodruff en el Consorcio de Oncofertilidad.
Los tratamientos contra el cáncer, como la quimioterapia, la radiación y la cirugía, pueden destruir la capacidad de una persona para tener hijos en el futuro, y la investigación sobre la oncofertilidad se centra en aumentar las opciones de preservación de la fertilidad. Dado que el 10% de los pacientes con cáncer tienen menos de 40 años, este problema afecta a más de 135,000 personas en los Estados Unidos cada año. A medida que aumenta la supervivencia al cáncer, la preservación de la fertilidad en mujeres, hombres y niños se convierte en un tema de vital importancia para los pacientes y sus familias. La capacidad de preservar fácilmente la fertilidad antes del tratamiento del cáncer puede brindar esperanza a las familias en el momento del diagnóstico en el futuro. La oncofertilidad también incorpora problemas reproductivos después del tratamiento del cáncer, como planificación familiar, anticoncepción compleja, manejo hormonal durante la supervivencia, la gestación subrogada y la adopción.

## Opciones de fertilidad para hombres
Las opciones de preservación de la fertilidad establecidas para los hombres incluyen el banco de esperma, en el que se produce, congela y almacena una muestra de semen para uso futuro, y la extracción de esperma testicular, durante la cual el esperma se recupera directamente de los testículos a través de un procedimiento quirúrgico corto y se congela. Las opciones experimentales incluyen un banco de tejido testicular cuando el tejido testicular se extrae quirúrgicamente y se congela. Los científicos están desarrollando métodos para utilizar este tejido para preservar la fertilidad en los hombres. Los hombres que no preservan su fertilidad antes del tratamiento del cáncer pueden tener hijos a través de esperma de un donante usando esperma de un donante conocido o anónimo para lograr un embarazo con una pareja femenina usando tecnologías de reproducción asistida o Adopción asumiendo permanentemente todos los derechos y responsabilidades de un niño a través de un proceso legal.

## Opciones de fertilidad para mujeres
Las opciones de la preservación de la fertilidad en mujeres diagnosticadas de cáncer y que van a ser sometidas a ciclos de quimioterapia o radioterapia pueden variar en función de diferentes factores como el estadio de la enfermedad, el estado clínico de la paciente, los riesgos específicos de la intervención, el tiempo disponible hasta el inicio del tratamiento, edad y biología del tumor. Entre todas las técnicas, las más prometedoras y empleadas en la actualidad incluyen a las siguientes:
1. La criopreservación de ovocitos se trata del procedimiento de preservación de la fertilidad de elección siempre y cuando se disponga del tiempo suficiente . Se basa en la obtención de ovocitos maduros tras una estimulación ovárica controlada por la administración diaria de FSH recombinante y la punción y aspiración guiada de los mismos, para una posterior preservación a través de la vitrificación, que se trata de un proceso de congelación ultrarrápida en el que se pasa de 15 °C a -196 °C. Estos ovocitos serán desvitrificados una vez la paciente supere la enfermedad y se inseminan por medio de la técnica de RHA indicada. A pesar de sus numerosas ventajas, es necesario disponer de al menos un mes ante de tratamiento oncológico y no es recomendable en casos de tumores hormonodependientes.
2. La criopreservación de embriones sigue un procedimiento similar a la criopreservación de ovocitos solo que, en este caso, se necesita semen de una pareja masculina o de un donante y realizar un tratamiento de FIV o ICSI, según corresponda, para generar embriones y dejarlos evolucionar hasta el día 5 o estadio de blastocito antes de someterlos a congelación lenta o vitrificación para su preservación . 
3. La preservación de tejido ovárico consiste en la extracción de un trozo de corteza ovárica por medio de laparoscopia y en su posterior preservación mediante vitrificación, de forma que, cuando se supera el cáncer, este puede ser descongelado e implantado de nuevo. Se trata de la técnica de elección en niñas prepúberes que sufren cáncer (donde no existen todavía ovocitos maduros) y en tumores hormonodependientes, pero no está recomendado en mujeres con cánceres de la sangre (tales como leucemias o linfomas) o con cáncer de ovario por el riesgo de que en el implante existan células cancerosas . Entre sus ventajas, destacan su gran utilidad cuando no se dispone del tiempo suficiente para realizar una estimulación ovárica debido a la proximidad en el inicio del tratamiento oncológico  y la posibilidad de poder producirse una gestación espontánea sin necesidad de recurrir a FIV.
4. La maduración in vitro de ovocitos (IVM) puede complementar a la preservación de tejido ovárico y que se basa en la maduración de ovocitos extraídos por punción ovárica o por extracción de tejido ovárico hasta alcanzar el estadio de metafase II  (insertar cita 4). A pesar de no necesitar estimulación ovárica y ser más barata, continúa siendo una técnica experimental debido a su menor tasa de implantación y a su mayor tasa de aborto por aparición de alteraciones cromosómicas, genéticas y epigenéticas .
5. La transposición ovárica u ovariopexia se basa en una cirugía cuyo objetivo es alejar los ovarios lo máximo posible de la zona pélvica para evitar los efectos de un tratamiento radioterápico sobre ellos. Está técnica está indicada en pacientes que padecen una enfermedad oncológica que afecta a la pelvis y que necesita radioterapia como tratamiento, principalmente, con menos de 40 años y que no muestren metástasis .
6. Otras técnicas menos frecuentes, como la supresión ovárica por medio de la administración de agonistas de GnRH durante el tratamiento gonadotóxico , la protección de los ovarios con un “delantal” en tratamientos con radioterapua y la cervicectomía radical .

## Opciones de fertilidad para niños
Los niños prepúberes tienen menos opciones que los adultos para preservar la fertilidad. Estos incluyen la extracción de esperma testicular para los hombres y el banco de tejido ovárico para las mujeres.

## Consideraciones financieras, éticas y legales
Los costos de preservación de la fertilidad pueden ser prohibitivos para los pacientes jóvenes y ahora varias organizaciones ofrecen métodos para reducir los costos para los pacientes. Estos incluyen Fertile Hope y Fertile Action. La Corte Suprema de los Estados Unidos abordó las implicaciones de la oncofertilidad para la seguridad social en marzo de 2012 con Astrue v. Capato. La investigación también investiga cuestiones éticas en la oncofertilidad, como el proceso de toma de decisiones para los niños adolescentes y sus familias.